# Кустердинген
Кустердинген (нем. Kusterdingen) — община в Германии, в земле Баден-Вюртемберг. 
Подчиняется административному округу Тюбинген. Входит в состав района Тюбинген.  Население составляет 8245 человек (на 31 декабря 2010 года). Занимает площадь 24,24 км².
Коммуна подразделяется на 5 сельских округов.

## Гербы городских районов